# Riverside (Stirling)

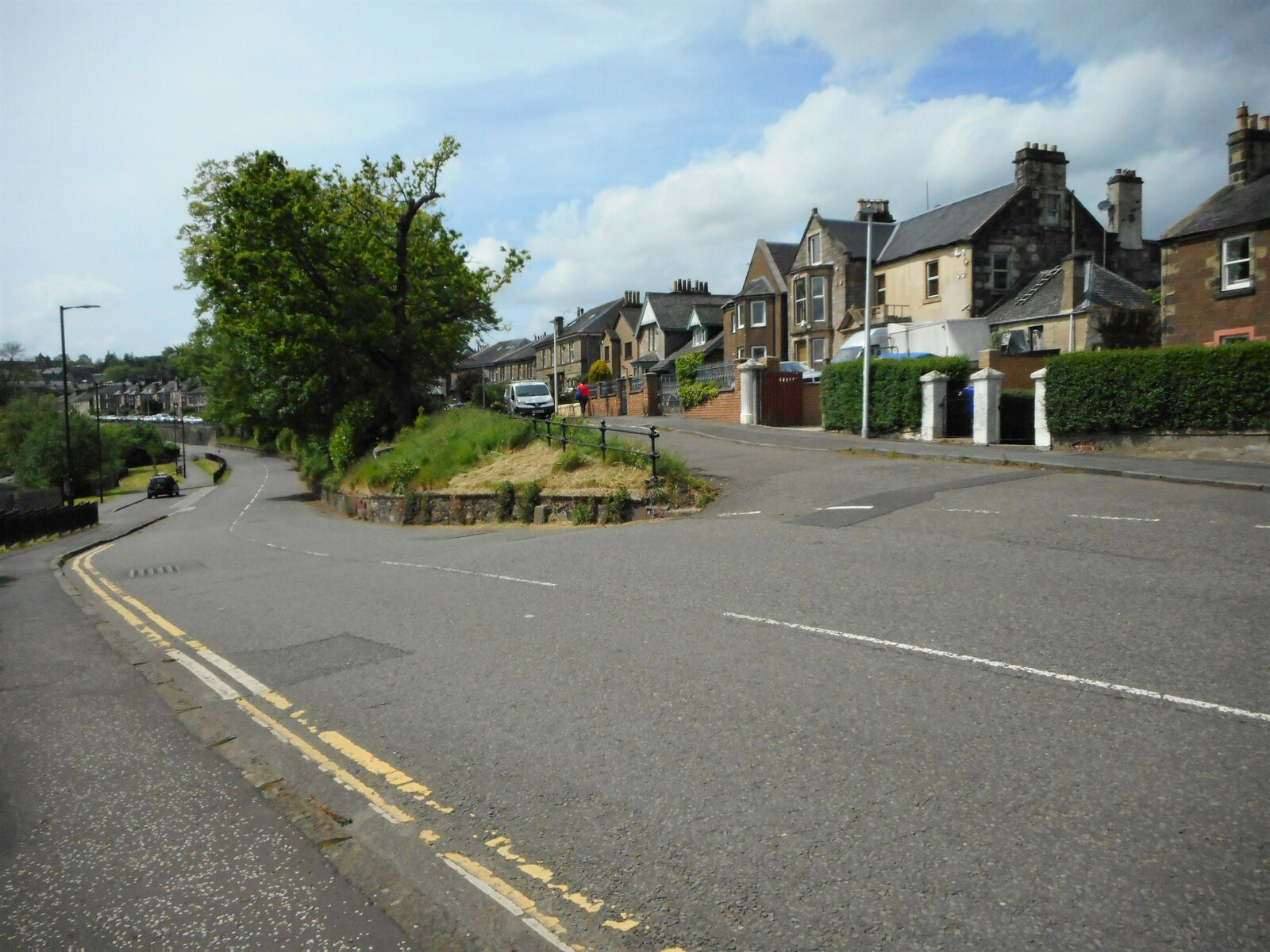
Häuser in der Nähe des Flusses

Riverside ist der nordöstliche Bereich von Stirling in Schottland, der eine der 42 Community Council Areas (CCA) der übergeordneten Verwaltungsebene (Council Area) bildet. Im Norden und Osten erstreckt sich Riverside entlang des rechten Ufers des Flusses Forth, mit den gegenüberliegenden CCAs Causewayhead im Norden und Cambuskenneth im Osten. Stadtseitig grenzt Riverside an Braehead and Broomridge im Süden sowie Mercat Cross and City Centre im Westen.